# Suresnes American Cemetery
El Suresnes American Cemetery és un cementiri militar dels Estats Units situat a Suresnes, al departament dels Alts del Sena, França. Acull les restes de 1.541 soldats estatunidencs morts durant la Primera Guerra Mundial. El recinte, emplaçat al vessant est del Mont-Valérien, ofereix una vista panoràmica sobre la ciutat de París.